# Cryptopygus nanjiensis
Cryptopygus nanjiensis är en urinsektsart som beskrevs av Shao, Zhang, Ke, Yue och Yin 2000. Cryptopygus nanjiensis ingår i släktet Cryptopygus och familjen Isotomidae. Inga underarter finns listade i Catalogue of Life.